# Dasza Von Yock
Dasza Von Yock – polsko-czeska grupa kabaretowa, założona w 2008 roku. 
Grupa miała powstać "w Sulejówku 28 maja 2008 roku o godz. 14:22 na schodach pewnej posesji", jej skład tworzą artyści związani z krakowskim Teatrem Tradycyjnym. W swej twórczości zajmuje się "badaniem życia i twórczości czeskiego geniusza, najpopularniejszego Czecha w historii Republiki – Jary da Cimrmana" - fikcyjnej postaci, wymyślonej w 1966 roku przez czeskich dziennikarzy radiowych Ladislawa Smojlaka i Zdenka Sveraka.

## Skład kabaretu
- Dagmar Hankiewiczova (mgr Jarmila Radkova)
- Tadeusz Hankiewicz (doc. Zbyszek Radek)
- Paweł Dobek (inż. Paweł Dobek)

## Nagrody i wyróżnienia
- 2008
  - Nagroda Główna w Konkursie Twórców Kabaretowych – Debiuty na IX Festiwalu Dobrego Humoru w Gdańsku
- 2009
  - Grand Prix oraz na XI Ogólnopolskiej Giełdzie Kabaretowej PrzeWAŁka w Wałbrzychu
  - I Nagroda na XXV Przeglądzie Kabaretów PaKA w Krakowie
  - I Nagroda na I Manewrach Kabaretowych w Nowym Dworze Mazowieckim
  - II Nagroda na XXX Lidzbarskich Wieczorach Humoru i Satyry w Lidzbarku Warmińskim
  - trzy Statuetki IceMole'a na I Flying Mole Festiwal w Zielonej Górze
- 2010
  - II Nagroda na IV Nocy Kabaretowej Kopytko w Toruniu